# الحمام (أسيوط)
قرية الحمام هي إحدى القرى التابعة لمركز أبنوب في محافظة أسيوط في جمهورية مصر العربية. حسب إحصاءات سنة 2006، بلغ إجمالي السكان في الحمام 21375 نسمة، منهم 10796 رجل و10579 امرأة.